# Teófilo Hernando Ortega
Teófilo Hernando  (Torreadrada, 14 de abril de 1881-Madrid, 10 de marzo de 1976) fue un médico, científico, escritor y pensador español perteneciente a la generación de 1914, eminente investigador farmacólogico. Fue amigo y compañero de Gregorio Marañón y uno de los investigadores médicos que cambiaron el panorama de la universidad española en este campo a comienzos del siglo XX, además de miembro de la Real Academia Nacional de Medicina.

## Biografía
Hijo de un médico rural, tras sus estudios intermedios en Burgos y Madrid, siguió la carrera de su padre cursando medicina en el hospital San Carlos de Madrid. Se doctoró en Medicina y Cirugía con sobresaliente en la Universidad de Madrid. Entre los profesores que más le influyeron estaban Ramón y Cajal y Olóriz, entre otros.
Tras ganar por oposición una plaza de médico en Madrid, trabaja de forense, médico de baños y médico de la beneficencia, siendo tales sus resultados que obtiene una beca para poder proseguir sus estudios en Estrasburgo, donde tendrá la suerte de trabajar junto al padre de la farmacología modernaː Oswald Schmiedeberg.
Fue catedrático de Farmacología y Terapéutica en el Madrid de la   Segunda República, siendo profesor del nobel Severo Ochoa.

## Fundación
Hoy en día una Fundación en su nombre apoya la investigación médica y protege su legado.